# Đinh Danh Nghiêm
Đinh Danh Nghiêm (sinh năm 1947) là một sĩ quan cấp cao trong Quân đội nhân dân Việt Nam, hàm Thiếu tướng, nguyên Phó Chủ nhiệm Tổng cục Kỹ thuật.

## Thân thế và sự nghiệp
Ông quê tại xã Gia Hòa, Gia Viễn, Ninh Bình
Trước năm 2000, ông từng giữ chức Cục trưởng Cục Quân khí, Tổng cục Kỹ thuật.
Năm 2000, bổ nhiệm giữ chức Phó Chủ nhiệm Tổng cục Kỹ thuật
Tháng 1 năm 2008, ông nghỉ hưu.
Thiếu tướng (2003).